# Olivier Bas
 (octobre 2012).
Si vous disposez d'ouvrages ou d'articles de référence ou si vous connaissez des sites web de qualité traitant du thème abordé ici, merci de compléter l'article en donnant les références utiles à sa vérifiabilité et en les liant à la section « Notes et références ».
Pour les articles homonymes, voir BAS et Bas.
Olivier Bas, né le 20 avril 1963 à Tours, est une personnalité française spécialisée dans la musique, directeur artistique et découvreur de talents.

## Biographie
En 1981, il intègre Radio Vanille et diffuse dans la journée les premiers titres de Jean-Jacques Goldman et contribue au succès de F.R. David Words, le premier tube de la bande FM. Le soir dans son émission « M comme Vanille », il passe la musique qu'il aime, The Clash en tête, accompagné de Xmal Deutschland, Dead Can Dance. À Tours, on se souvient encore de l’élection du meilleur flan de la ville jugé par l’équipe des Kuku’s Flan contre celle des Flans maçons.
Très vite, il rejoint RMT la radio de La Nouvelle République (presse régionale) et fonde le collectif Epsilon avec Jean-Daniel Beauvallet (Actuel rédacteur en chef des Inrockuptibles) et Didier Delages. La new wave est alors à son apogée, ce qui ne l’empêche pas de passer de temps à autre des chansons de Bob Marley qu’il a vu en 1980 à Orléans. Parallèlement il travaille chez Bouvier, le plus gros disquaire de la région.
En avril 1984, il intègre la jeune maison de disques Virgin en tant que VRP. En décembre 1986 il « monte » à Paris et accompagne les premiers pas des Innocents, Liane Foly, Les Rita Mitsouko, Étienne Daho. Rapidement, il devient l’attaché de presse, presse écrite pour tout le catalogue international (Pixies, Lenny Kravitz, Neneh Cherry, Bryan Ferry, Peter Gabriel…). Virgin devenant trop gros selon lui, il rejoint l’équipe d’Island avant que le prestigieux label soit absorbé par Universal. À l’époque, il travaille sur l’album « Achtung Baby » de U2 et rencontre Chris Blackwell son fondateur. Il refuse les propositions d’Universal et part pour le catalogue Columbia dirigé à l’époque par Frédéric Rebet. L’expérience a été courte et lui laisse un mauvais souvenir. C’est à cette période là qu’il quitte pour la première fois l’industrie du disque.
Les Inrockuptibles lui propose de prendre en charge la partie communication et marketing du journal au moment du passage en hebdo, c’est par ce biais qu’il intégrera les débuts de Morgane Production - ses premiers pas dans la production audiovisuelle. Avec son ami Hector Zazou, il contribue à faire naître la série « World Music » sur Arte (Jimmy Cliff, Nusrat Fateh Ali Khan).
De 1996 à 1999, il travaillera pour Ophélie Winter, Mano Solo, Compay Segundo, Dolly, The Corrs.
Il devient le directeur de l’émission CD’aujourd’hui, qui est diffusée pour la première fois sur France 2 le 2 avril 2001 et que France Télévisions déprogramme en juin 2013. 5 artistes par semaine, 300 disques écoutés par mois au minimum. Rapidement, l’émission repère les talents de demain (Jeanne Cherhal, Cali, Vincent Delerm, Olivia Ruiz pour ce qui est des débuts) et accueille les incontournables. L’émission, à majorité consacrée à la production française, lui confère un rôle de découvreur de talents.
Parallèlement, il dirige la collection « Indétendances » initiée par la Fnac qui cherche à mettre en avant les labels Indépendants. Tous les deux mois paraît un CD présentant l’actualité de ces labels (Plus un autoproduit). À ce titre, il sera le programmateur du festival Fnac-Indétendances pendant sept ans et présentera sur scène maints artistes (Abd Al Malik, deus, Féloche, Lisa Portelli, Tricky, Les Ogres de Barback, Cocoon…). Après 50 Cd parus, la Fnac met fin à l’histoire.
En 2004, il anime chaque semaine sur France Inter une émission intitulée « Hors Promo », qui comme son nom l’indique, s’intéresse à des « gens » connus mais qui n’ont rien à vendre (Alain Souchon – et sa recette du rosbif/purée).
En 2005, il réalise un portrait en 10 épisodes de Jacques Dutronc, pour France Inter et les radios francophones.
Il fait aussi partie de l’équipe du chantier des Francofolies de La Rochelle en tant que coach communication et technique d’interview (GiedRé, Claire Denamur, Cabadzi…). Il coanime également des stages de self management au Studio des Variétés.
Depuis 2005, il est membre du conseil d’administration de voix du Sud à Astaffort « où chaque jour s’écrivent des chansons ».
En 2012, il devient juré de la saison 9 de Nouvelle Star aux côtés de Maurane, Sinclair et André Manoukian.
Pour la 11e saison de la Nouvelle star, il sera remplacé par Elodie Frégé.
Le 1er septembre 2014, il intègre le Studio des Variétés (centre supérieur de formation des musiques actuelles) en tant que directeur de la création.
En avril 2015, il fait une brève apparition en tant que comédien dans la série Falco sur TF1. En février 2017 il joue dans la série Prof T sur TF1. Puis  en janvier 2019 dans Cherif (série télévisée) En octobre 2020 il est le proviseur Marois pour le premier épisode de la saison 18 de Alice Nevers

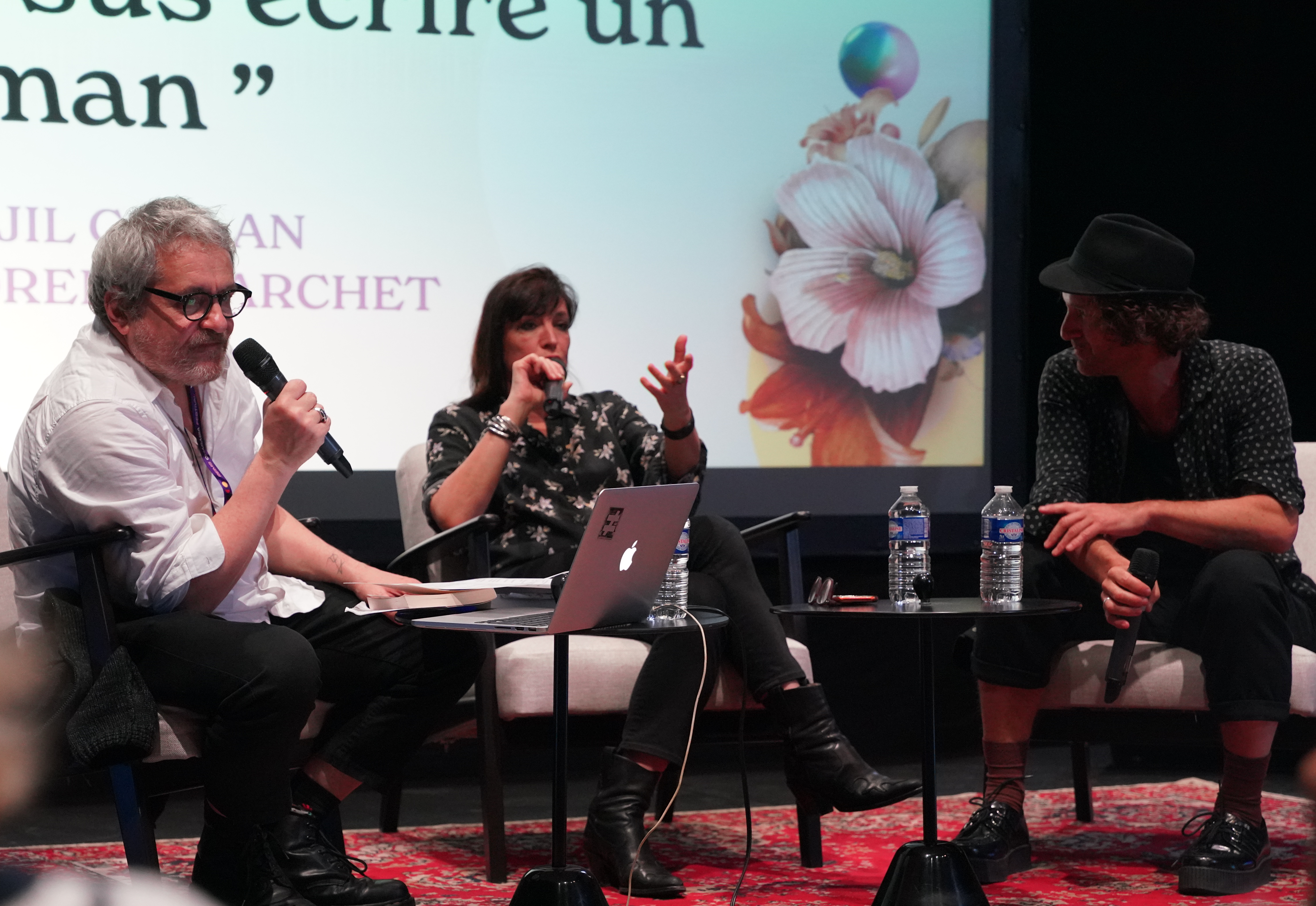
Animant une rencontre entre Jil Caplan et Florent Marchet au Charabia festival.

De septembre 2017 à juin 2019, sur Radio Neo, il anime et assure la direction artistique de l'émission Ricochets au principe simple : à un artiste de notoriété (Orelsan, Gaëtan Roussel , AaRON, Alain Chamfort, Mathias Malzieu, Jeanne Added, Lou Doillon) il présente deux artistes émergents. Diffusion le vendredi soir à 19H.
En 2021 il imagine et crée le podcast "Grosses bises" correspondances imaginaires surréalistes, érudites et humoristiques où tout est vrai rien n'est possible. Quelques exemples : King-Kong à Mario, La lettre E à l'Académie française, Picsou à Louis de Funès, Bagheera à la Panthère Rose, Lolita à Nabokov, Sean Connery à Daniel Craig, O à Emmanuelle, La route Nationale 7 à Charles Trenet...
Repéré par Télérama :  https://www.telerama.fr/radio/cinq-podcasts-pour-ne-pas-rater-sa-correspondance-7018861.php

### Télévision
- Top of the Pops (F2)

Version française de l'émission culte anglaise
Directeur artistique 2003 -2006
- Tandem (F2)

Direction artistique
Émission présentée par Christophe Hondelatte où deux artistes/personnalités se rencontrent et échangent sur leurs centres d'intérêts. (Bénabar / Pierre Arditi - Jane Birkin / Roberto Alagna - Olivia Ruiz / Jean d'Ormesson)
- CD'Aujourd'hui

Directeur artistique de 2001 à 2013
- Nouvelle Star

Juré lors des 9e et 10e saisons sur D8.

### Comédiens
- Pub Pari mutuel urbain
- Clip pour Julien Granel, Odezenne
- Séries télé : 
  - Falco (série télévisée française),
  - Prof T.,
  - Cherif (série télévisée),
  - Alice Nevers (octobre 2020)
  - Skam France/Belgique (Mai/juin 2023)